# Eva Helen Ulvros
Eva Helen Ulvros, född 19 oktober 1954 i Lund, är en svensk historiker verksam vid Lunds universitet.
Ulvros är uppvuxen i Lund och avlade filosofie kandidatexamen vid Lunds universitet 1977. Hon arbetade därefter som gymnasielärare i historia, svenska, religionskunskap och franska innan hon doktorerade i historia.
Ulvros disputerade 1996 på avhandlingen Fruar och mamseller – Kvinnor inom sydsvensk borgerlighet 1790–1870. Hon är historiker med fokus på kultur och genus samt verksam som forskare vid Historiska institutionen i Lund där hon blev lektor 2004 och professor 2008. Åren 1996-2001 undervisade hon även vid Kvinnovetenskapligt forum (senare Centrum för genusvetenskap) i Lund.
Ulvros är gift och har tre barn.

## Utmärkelser, ledamotskap och priser
- Ledamot av Vetenskapssocieteten i Lund (LVSL, 1998)[1]
- 2009 – Tegnérpriset